# Records de points en championnat de France de basket-ball
Cet article présente les records de points en championnat de France de basket-ball. Le tableau ci-dessous indique les matchs où un joueur a marqué plus de 50 points depuis la saison 1949-1950 au plus haut niveau du championnat de France de basket ; soit la Pro A ou ses précédentes dénominations (Nationale et Nationale 1).

## Tableau
Tableau mis à jour le 10 octobre 2009.
| #  | Points | Joueur               | Équipe        | Score   | Adversaire           | Date       |
| -- | ------ | -------------------- | ------------- | ------- | -------------------- | ---------- |
| 1  | 71     | Jean-Pierre Staelens | Denain        | 125-75  | Valenciennes         | 04/03/1967 |
| 2  | 64     | Marko Ostarcevic     | Racing C.F.   | 126-99  | Graffenstaden        | 21/03/1971 |
| 3  | 63     | Bob Thate            | Nilvange      | 106-119 | Antibes              | 13/01/1973 |
| 4  | 62     | Roger Haudegand      | Marly         | 89-54   | Tours                | 24/02/1957 |
| 4  | 62     | L.C. Bowen           | Tours         | 154-107 | Jœuf                 | 20/03/1976 |
| 6  | 61     | Jean-Pierre Staelens | Denain        | 144-69  | Franconville         | 13/02/1966 |
| 6  | 61     | Ron Davis            | Mulhouse      | 109-110 | Racing C.F.          | 29/10/1988 |
| 8  | 60     | L.C. Bowen           | Tours         | 123-92  | Nantes               | 25/03/1972 |
| 8  | 60     | Paul Thompson        | Limoges       | 131-91  | Mulhouse             | 13/12/1986 |
| 10 | 58     | Roger Haudegand      | Marly         | 93-57   | Nilvange             | 21/02/1954 |
| 11 | 57     | Daniel Ledent        | Roanne        | 87-85   | Villeurbanne         | 07/02/1970 |
| 11 | 57     | L.C. Bowen           | Tours         | 120-84  | Asnières             | 11/12/1971 |
| 11 | 57     | Albert Irving        | Saint Etienne | 137-107 | Lorient              | 14/12/1985 |
| 14 | 55     | François Nemeth      | Racing C.F.   | 82–55   | Hirondelles Coutures | 11/2/1951  |
| 14 | 55     | Albert Irving        | Saint Etienne | 125-119 | Voiron               | 07/12/1985 |
| 14 | 55     | Olivier Lee          | Saint Etienne | 107-120 | Racing C.F.          | 21/02/1987 |
| 14 | 55     | Hervé Dubuisson      | Racing C.F.   | 120-93  | Tours                | 04/03/1989 |
| 18 | 54     | L.C. Bowen           | Tours         | 113-91  | Nancy                | 16/02/1974 |
| 18 | 54     | Billy Knight         | Limoges       | 128-94  | Stade Français       | 05/10/1985 |
| 18 | 54     | Bill Varner          | Antibes       | 102-72  | Villeurbanne         | 13/12/1986 |
| 18 | 54     | Brook Steppe         | Racing C.F.   | 123-101 | Mulhouse             | 10/10/1987 |
| 22 | 53     | Jean-Pierre Staelens | Denain        | 109-97  | Le Mans              | 28/04/1968 |
| 22 | 53     | Bob Thate            | Nilvange      | 93-101  | Denain               | 07/10/1972 |
| 22 | 53     | Bob Thate            | Nilvange      | 88-90   | Nancy                | 03/03/1973 |
| 22 | 53     | Bob Thate            | Nilvange      | 124-96  | Paris U.C.           | 07/04/1973 |
| 22 | 53     | Hervé Dubuisson      | Le Mans       | 105-85  | Lyon                 | 29/10/1979 |
| 22 | 53     | Floyd Allen          | Lyon          | 103-92  | Tours                | 01/12/1979 |
| 22 | 53     | Ed Murphy            | Limoges       | 110-93  | Avignon              | 17/11/1984 |
| 22 | 53     | Bruce King           | Antibes       | 115-78  | Caen                 | 05/10/1985 |
| 22 | 53     | Hervé Dubuisson      | Racing C.F.   | 125-113 | Saint Etienne        | 13/12/1986 |
| 22 | 53     | Bill Varner          | Gravelines    | 126-125 | Limoges              | 27/09/1988 |
| 32 | 52     | Loyd King            | Le Mans       | 110-94  | Bagnolet             | 04/05/1974 |
| 32 | 52     | Loyd King            | Le Mans       | 116-92  | Denain               | 19/12/1974 |
| 32 | 52     | John Engles          | Monaco        | 98-109  | Orthez               | 15/10/1977 |
| 32 | 52     | Ed Murphy            | Limoges       | 94-101  | Stade Français       | 08/10/1983 |
| 36 | 51     | Henri Théron         | Montferrand   | 90-87   | Auboué               | 28/12/1958 |
| 36 | 51     | William Davis        | Toulouse U.C. | 83-90   | Bagnolet             | 10/12/1967 |
| 36 | 51     | Bill Lindsey         | Orthez        | 119-98  | Denain               | 21/01/1978 |
| 36 | 51     | Bob Wymbs            | Denain        | 102-119 | Le Mans              | 28/01/1978 |
| 36 | 51     | Bob Wymbs            | Denain        | 133-116 | Racing C.F.          | 03/03/1978 |
| 36 | 51     | Freddy Hufnagel      | Orthez        | 125-101 | Reims                | 14/11/1987 |
| 36 | 51     | Hervé Dubuisson      | Racing C.F.   | 89-77   | Nantes               | 05/12/1987 |
| 43 | 50     | Carmine Calzonetti   | Nantes        | 88-78   | Asnières             | 18/12/1971 |
| 43 | 50     | Bob Wymbs            | Denain        | 100-107 | Caen                 | 07/01/1978 |
| 43 | 50     | Ed Murphy            | Limoges       | 120-96  | Stade Français       | 13/03/1982 |
| 43 | 50     | Terry Stotts         | Voiron        | 114-100 | Grenoble             | 16/10/1985 |
| 43 | 50     | Keith Edmonson       | Caen          | 102-113 | Grenoble             | 22/03/1986 |
| 43 | 50     | Hervé Dubuisson      | Racing C.F.   | 120-107 | Saint Etienne        | 21/02/1987 |
| 43 | 50     | Graylin Warner       | Cholet        | 72-67   | Lorient              | 19/12/1987 |
| 43 | 50     | Graylin Warner       | Cholet        | 114-55  | Avignon              | 11/03/1989 |
| 43 | 50     | Steve Burtt          | Gravelines    | 123-121 | Antibes              | 25/03/1989 |

À noter qu’en Nationale 2/Pro B, le record est détenu par Jim Signorile (Clermont) qui a marqué 101 points le 5 février 1972 lors d’une victoire contre Agen 141 à 68.

## Sources
- L'Équipe : Le record d'Ed Murphy (22/11/1984)
- Records du Championnat de France
- 100 point scorers at various levels of competition
- Guide Média de la LNB Saison 2006-2007